# Ernst Henseler

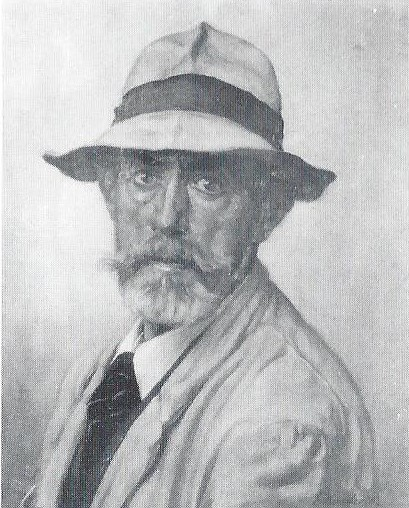
Selbstbildnis Henselers (1918)

Ernst Henseler (* 27. September 1852 in Wepritz bei Landsberg an der Warthe; † 27. Oktober 1940 in Berlin-Zehlendorf) war ein deutscher Maler und Zeichner.

## Leben

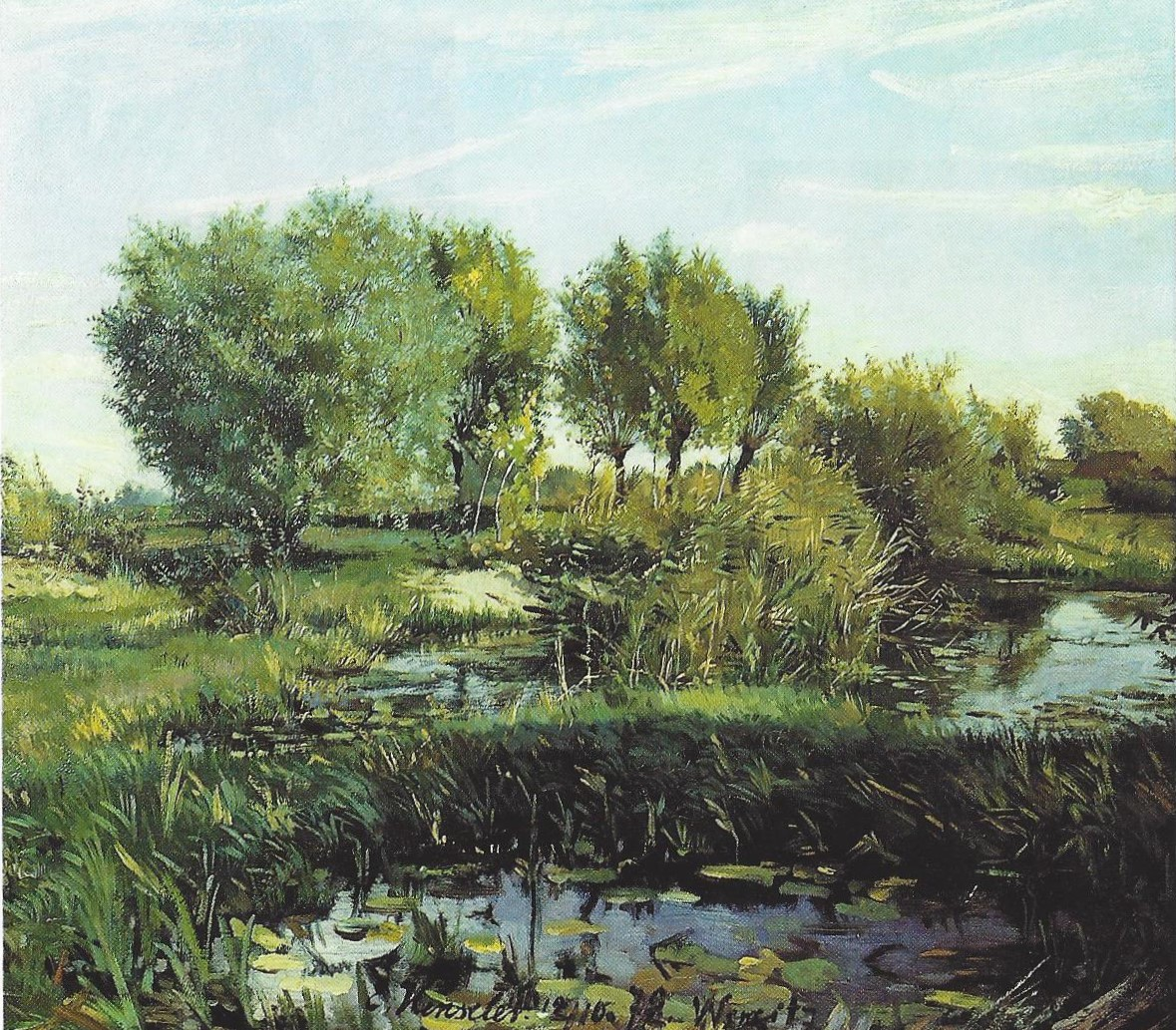
Die alte Warthe (1872)

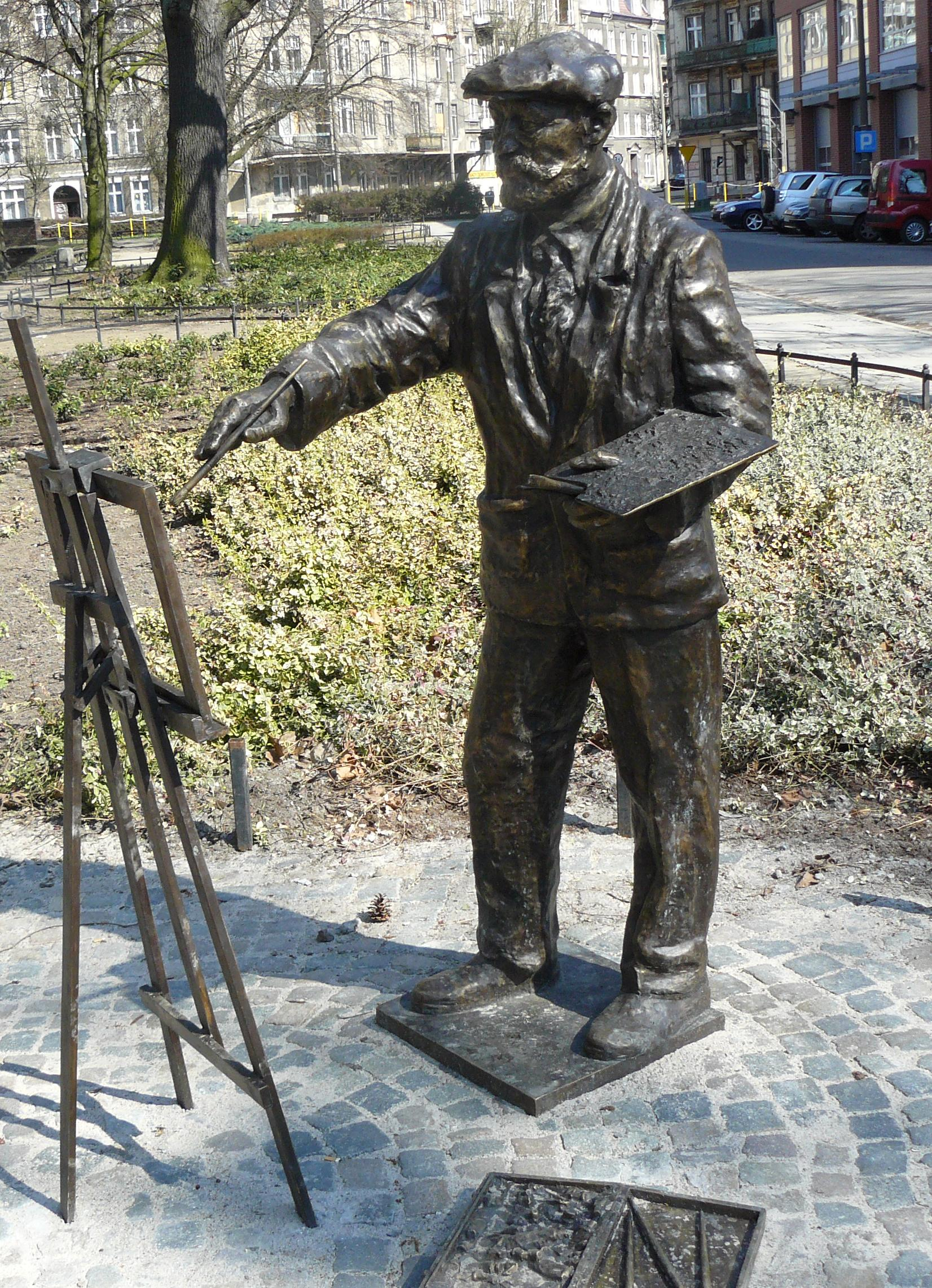
Denkmal für Ernst Henseler, Gorzów Wielkopolski

Henseler kam als drittes von sieben Kindern eines Bauern im Warthebruch zur Welt. Er studierte 1870/71 an der Königlichen Kunstschule zu Berlin. Nach dem Zeugnis vom 17. Oktober 1871, unterzeichnet von Martin Gropius, absolvierte er alle Sparten des Zeichnens als Klassenbester. Er wurde mit einer kleinen silbernen Medaille ausgezeichnet. Anschließend betrieb er von 1871 bis 1877 an der Großherzoglich-Sächsischen Kunstschule Weimar ein akademisches Kunststudium.
Als Schüler von Karl Gussow, Albert Bauer und Albert Brendel bildete er sich zu einem vorzüglichen Genre- und Porträtmaler aus. Die Gemälde aus jener Zeit befinden sich im Schloss Fallersleben, in der Berliner Nationalgalerie, im Celler Bomann-Museum und in den Graphischen Sammlungen Weimar.
Nach Berlin zurückgekehrt, wurde er von Gropius weiter gefördert. Er war ab 1878 Dozent an mehreren Kunstschulen und lehrte ab 1881 an der Unterrichtsanstalt des Kunstgewerbemuseums Berlin. Im Dreikaiserjahr erhielt er eine Professur für Aktzeichnen an der Technischen Hochschule Berlin. Viele Maler, Zeichner und Illustratoren aus aller Herren Länder, die seine Schüler waren, wurden später in ihrem jeweiligen Metier berühmt. Henseler selbst, der während seiner Schaffensperiode als Kunstprofessor, Maler und Zeichner tätig war, galt als sehr bekannter und vor allem sehr beliebter Künstler deutschlandweit, wie die damaligen zahlreichen Publikationen mit Abbildungen seiner Werke, meistens in Form von Holzschnitten, beweisen.
Seit Weihnachten 1882 verlobt, heiratete er am 15. April 1884 die Landsberger Kaufmannstochter Anna Schiele. Nach den Töchtern Maria (1886–1972), Anna (1888–1964) und Dorothea (1891–1948) kam 1893 der Sohn Friedrich zur Welt. Er hatte das Talent des Vaters und studierte Architektur, ertrank aber mit 19 Jahren beim Baden in der Krummen Lanke. Maria reifte zu einer guten Malerin, Anna wurde Grafikerin.
Bei jährlichen Sommeraufenthalten in seiner Heimat malte Henseler vorwiegend Motive aus dem Landleben, Bildnisse, auch Historienbilder. Er malte u. a. das „Bildnis des Dichters Heinrich August Hoffmann von Fallersleben“. Ab 1877 beteiligte er sich an den Berliner Akademie-Ausstellungen, bis 1926 an den Großen Berliner Kunstausstellungen. Er war Mitglied des Vereins Berliner Künstler und war auch als Kommissionsmitglied tätig. Er stellte seine Bilder auf den Großen Berliner Kunstausstellungen (1877–1930), im Glaspalast (München) (1880–1917) und gelegentlich in Düsseldorf, Dresden, Hamburg, Kiel, Wien, London, Paris und St. Louis aus.
Ernst Henseler verstarb 1940 im Alter von 88 Jahren im Zehlendorfer Krankenhaus „Waldfrieden“. Beigesetzt wurde er auf dem Friedhof Zehlendorf. Das Grab ist nicht erhalten. Nach seinem Tod kümmerten sich seine Töchter um den Verkauf der Bilder, die sich noch in ihrem Besitz befanden, konnten sie jedoch dem anfänglichen Ruhm des Vaters nicht gerecht werden. So geriet Henseler in Vergessenheit. In Polen genießt er eine gewisse Popularität. Vor allem an seinem Geburtsort, wo man die lebensgroße Statue „Der Maler vor seiner Staffelei“ aus Bronze in Zentrallage aufgestellt hat, wird gelegentlich ehrenvoll an ihn gedacht.

## Ehrungen
- Goldene Medaille in Berlin (1886)
- Silberne Medaille in London (1889)
- Kupferne Medaille in London (1894)
- Mention honorifique in Paris (1900)
- Hausorden vom Weißen Falken, Ritterkreuz I. Klasse (1903)
- Ehrensenator der Technischen Hochschule Berlin (1932)